# Portrait de Giulio Clovio
Le Portrait de Giulio Clovio est une peinture à l'huile sur toile, mesurant 58 × 86 cm, réalisée par Le Greco en 1571, et conservée au musée de Capodimonte de Naples.

## Histoire
Le tableau est réalisé lors du séjour de l'artiste crétois à Rome vers 1571. Giulio Clovio est l'un des artistes qui aidèrent El Greco à s'installer à Rome, demandant dans une lettre datée du 16 novembre 1560, sa protection au cardinal Alexandre Farnèse (1545-1592), pour le jeune peintre, le présentant comme un disciple méritant de Titien, auprès duquel il était entré en apprentissage en 1567, étudiant la « manière de Venise ». Greco est accueilli au palais Farnèse par l'humaniste Fulvio Orsini, secrétaire et conseiller du cardinal, pour lequel il exécute différents ouvrages, dont ce portrait.
Faisant partie de la collection Farnèse, Charles de Bourbon en hérite en 1734 et le transfére à Naples.
C'est le plus ancien portrait du Greco qui nous soit parvenu.

## Sujet
Le portrait représente l'enlumineur et peintre italien Giulio Clovio, originaire de Croatie, né en 1498 et mort en 1578, actif à Rome de 1530 à sa mort, au service des Farnèse, qui a notamment enluminé le Livre d'heures du cardinal Farnèse en 1546. Giulio Clovio est surnommé par Giorgio Vasari : « le Michel-Ange des miniatures ».

## Description
Giulio Clovio est représenté à mi-corps, en soutane, montrant son texte le plus célèbre, l'Officium Virginis, le livre d'heures commandé par Alexandre Farnèse en 1537 et achevé en 1546, aujourd'hui à la Morgan Library and Museum de New York, ouvert aux pages ornées de miniatures de La Création du Soleil et de la Lune et de La Sainte Famille, exécutées avec des traits rapides d'une grande liberté.
La pièce où est assis le miniaturiste présente des tons neutres et est à peine égayée par une fenêtre ouverte sur un paysage avec un ciel orageux, aux arbres poussés par le vent et où le soleil peine à percer les nuages.
Le tableau est signé à gauche, en lettres grecques, « DOMÉNIKOS THEOTṒKOPOULOS KRḔS ḔPOỈEI ».

## Analyse
Le visage de l'artiste et les détails de la robe et d'autres éléments de la scène soulignent la qualité des premiers portraits du peintre, comme le tableau contemporain du Jeune Garçon soufflant sur un tison, également réalisé à l'époque romaine et également conservé au musée de Capodimonte.
La densité des couleurs, le choix des tons, le rendu de la carnation, qui met en évidence l'âge avancé et l'expression d'un homme qui a vécu, renvoient à la peinture typiquement vénitienne de Titien, du Tintoret et de Jacopo Bassano, consacrant l'union du réalisme chromatique et du style grec, byzantin tardif, caractéristique de la manière picturale du Greco.